# Die schöne Müllerin
La Belle Meunière
Pour l’article homonyme, voir La Belle Meunière (film).

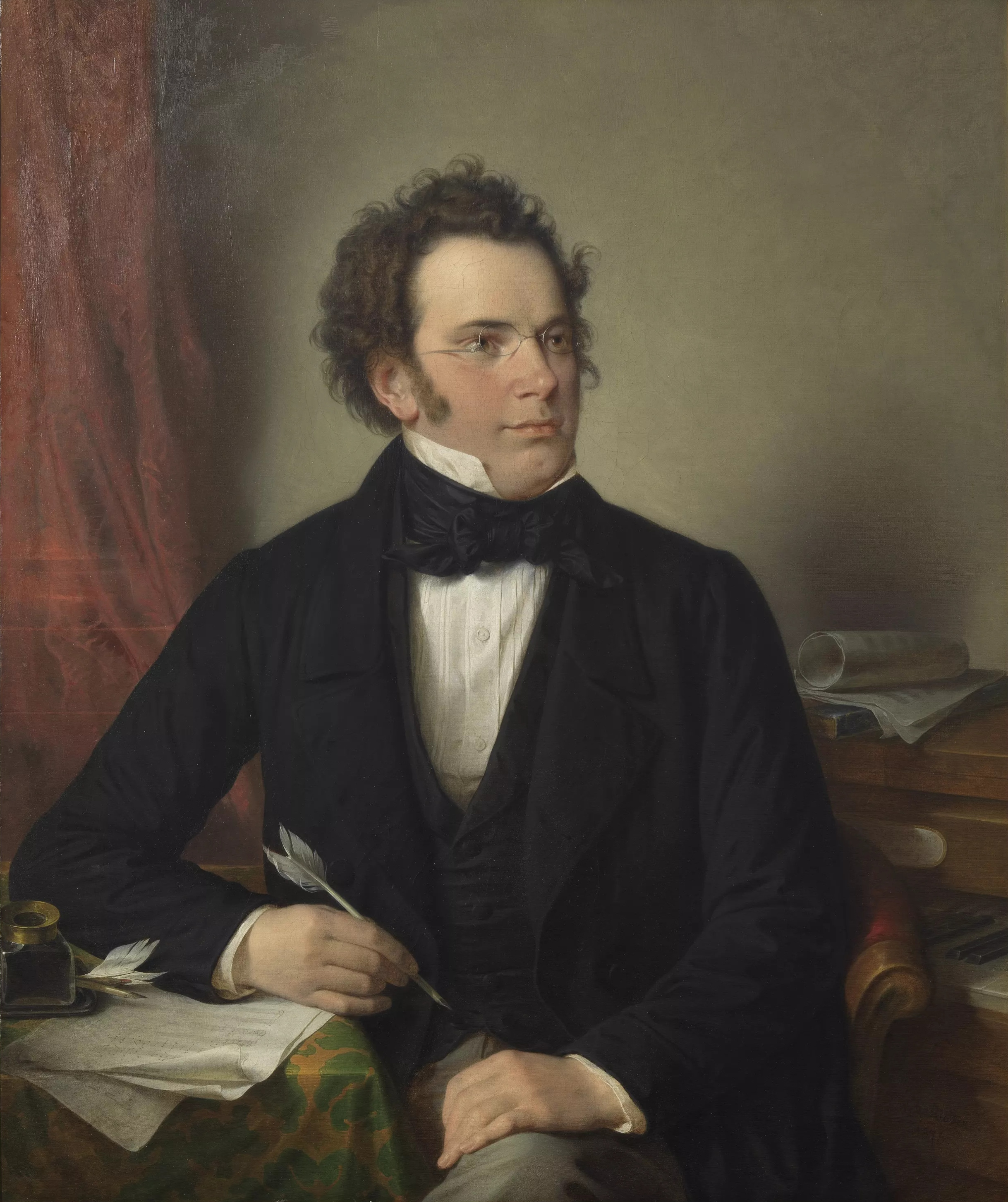
Franz Schubert par Wilhelm August Rieder, 1875.

Die schöne Müllerin (en français La Belle Meunière), D. 795, est un cycle de lieder écrit par le compositeur autrichien Franz Schubert.
Composés probablement entre mai et décembre 1823, après une période de doute et de tentatives avortées (symphonies nos 7 et 8), Die Schöne Müllerin reprend 20 des 25 poèmes du même titre écrits par le poète allemand Wilhelm Müller (auteur aussi des textes du cycle suivant, Winterreise).
Il s'agit là d'un des premiers cycles complets de Lieder de la période romantique, où le compositeur, suivant le fil conducteur d'une histoire complète, utilise différents registres musicaux pour exprimer pleinement les péripéties successives.
Les thèmes développés sont typiquement romantiques : l'amour, l'espoir, la déception, la tristesse, la mort, la quête personnelle, le voyage, la nature. L'histoire est la suivante : un jeune homme, voyageant le long d'un ruisseau, arrive chez un meunier et tombe amoureux de sa fille. Mais la belle, d'abord bienveillante, préfère se laisser séduire par un chasseur. L'apprenti meunier s'en noie de chagrin et de désespoir.
La cohérence du cycle est assurée par le thème du voyage : le ruisseau (fil conducteur et confident du narrateur), le promeneur, la nature. Mais les lieder sont tous particuliers, même si certains vont manifestement par paire. La première partie est joyeuse et pleine d'espoir, puis le ton s'obscurcit à partir de Der Jäger, pour devenir mélancolique, triste voire violent.
Die schöne Müllerin a été interprété par de grands ténors et barytons comme Olaf Bär, Dietrich Fischer-Dieskau, Peter Pears, Peter Schreier, Fritz Wunderlich, Christoph Prégardien, Jonas Kaufmann,  mais aussi par des altos comme Brigitte Fassbaender et Christa Ludwig et aussi par des contreténors comme Jochen Kowalski. L'opus a également été enregistré de nombreuses fois.
Die schöne Müllerin illustre avec Voyage d'hiver l'apogée de la musique des Lieder au XIXe siècle.

## Titres des Lieder
| Titre                                                       | Incipit                                                                                              | Tempo              | Tonalité              |
| ----------------------------------------------------------- | --- | ------------------ | --------------------- |
| 1. Das Wandern (Voyager)                                    | Das Wandern ist des Müllers Lust... « Voyager est le plaisir du meunier...»                          | Mäßig geschwind    | si-bémol majeur       |
| 2. Wohin ? (Vers où ?)                                      | Ich hört' ein Bächlein rauschen...                                                                   | Mäßig              | sol majeur            |
| 3. Halt ! (Halte !)                                         | Eine Mühle seh' ich blinken...                                                                       | Nicht zu geschwind | ut majeur             |
| 4. Danksagung an den Bach (Remerciements au Ruisseau)       | War es also gemeint, mein rauschender Freund...                                                      | Etwas langsam      | sol majeur            |
| 5. Am Feierabend (Le Soir, au moment du repos)              | Hätt' ich tausend Arme zu rühren...                                                                  | Ziemlich geschwind | la mineur             |
| 6. Der Neugierige (Le Curieux)                              | Ich frage keine Blume...                                                                             | Langsam            | si majeur             |
| 7. Ungeduld (Impatience)                                    | Ich schnitt' es gern in alle Rinden ein...                                                           | Etwas geschwind    | la majeur             |
| 8. Morgengruß (Salut matinal)                               | Guten Morgen, schöne Müllerin! «Bonjour, belle meunière...»                                          | Mäßig              | ut majeur             |
| 9. Des Müllers Blumen (Les Fleurs du Meunier)               | Am Bach viel kleine Blumen steh'n... « Au bord du ruisseau poussent de nombreuses petites fleurs...» | Mäßig              | la majeur             |
| 10. ''Tränenregen (Pluie de larmes)                         | Wir saßen so traulich beisammen...                                                                   | Ziemlich langsam   | la majeur             |
| 11. ''Mein! (Mienne!)                                       | Bächlein, lass dein Rauschen sein...                                                                 | Mäßig geschwind    | ré majeur             |
| 12. Pause (Pause)                                           | Meine Laute hab' ich gehängt an die Wand... « Au mur, j'ai suspendu mon luth...»                     | Ziemlich geschwind | si-bémol majeur       |
| 13. Mit dem grünen Lautenbande (Avec le vert ruban du luth) | Schad' um das schöne grüne Band...                                                                   | Mäßig              | si-bémol majeur       |
| 14. Der Jäger (Le Chasseur)                                 | Was sucht denn der Jäger am Mühlbach hier?                                                           | Geschwind          | ut mineur             |
| 15. Eifersucht und Stolz (Jalousie et Fierté)               | Wohin so schnell, so kraus und wild, mein lieber Bach?                                               | Geschwind          | sol mineur            |
| 16. Die liebe Farbe (La Couleur chérie)                     | In Grün will ich mich kleiden...                                                                     | Etwas langsam      | si mineur             |
| 17. Die böse Farbe (La Couleur fâcheuse)                    | Ich möchte zieh'n in die Welt hinaus...                                                              | Ziemlich geschwind | si majeur / si mineur |
| 18. Trockne Blumen (Fleurs séchées)                         | Ihr Blümlein alle, die sie mir gab... « Toutes les petites fleurs, qu'elle m'a données...»           | Ziemlich langsam   | mi mineur             |
| 19. Der Müller und der Bach (Le Meunier et le Ruisseau)     | Wo ein treues Herze in Liebe vergeht...                                                              | Mäßig              | sol mineur            |
| 20. Des Baches Wiegenlied (La Berceuse du ruisseau)         | Gute Ruh', gute Ruh', tu' die Augen zu...                                                            | Mäßig              | mi majeur             |

## Discographie
- Aksel Schiøtz, ténor ; avec Gerald Moore (novembre 1945, EMI/Preiser Records)[1]
- Werner Güra, ténor ; avec Jan Schultsz (Harmonia Mundi)
- Julius Patzak, ténor ; avec Michael Raucheisen (Preiser)
- Matthias Goerne, baryton ; avec Christoph Eschenbach (Harmonia Mundi)
- Jonas Kaufmann, ténor ; avec Helmut Deutsch (Decca)
- Gérard Souzay, baryton ; avec Dalton Baldwin (Philips)
- Samuel Hasselhorn, baryton, avec Ammiel Bushakevitz (Harmonia Mundi) - 2023